# Nerón Ferrazzano
Nerón Antonio Ferrazzano (* 29. März 1903 in Buenos Aires; † 26. August 1977) war ein argentinischer Cellist, Kontrabassist und Tangokomponist.

## Leben und Wirken
Nerón Ferrazzano, der Bruder des Geigers Agesilao Ferrazzano, hatte ab 1916 Cellounterricht bei Egidio Bolognini, der der Vater der Musiker Astor, Remo und Ennio Bolognini war. Seine ersten Auftritte hatte er im Kino Primera Junta mit einem Trio, das klassisches Repertoire spielte. Zum Tango kam er, als sein Bruder nach einem Europaaufenthalt in Buenos Aires ein Orchester mit dem Pianisten Julio Pollero gründete, dem er als Cellist angehörte. Die weiteren Mitglieder waren die Geiger Eugenio Nobile und Remo Bernasconi, die Bandoneonisten Salvador Grupillo und Nicolás Primiani, der Kontrabassist Olindo Sinibaldi und der Schlagzeuger Salomón Nisguritzer. 
1928 trat er mit Anselmo Aietas Orchester im Kino Hindú auf. Bei einem Auftritt bei einem Ball mit Julio De Caros Sextett spielte er die Cellosoli in der Tangos La cumparsita und Chiqué. Noch im gleichen Jahr engagierte ihn Pedro Maffia, mit dem er mit Unterbrechungen acht Jahre zusammenarbeitete. Danach schloss er sich der Gruppe Osvaldo Fresedos an, bei der er sieben Jahre blieb. Ab 1947 trat er mit dem Orchester von Pedro Laurenz auf, danach mit dem Horacio Salgáns. Bis zu seinem Rückzug aus dem Musikgeschäft 1963 gehörte er außerdem dem von Francisco Trópoli geleiteten Orchester des Senders Radio Splendid an.

## Kompositionen
- Alondra (Text von García Jiménez, gesungen von Agustín Magaldi)
- Buena yunta (nach einem eigenen Text, spätere Version mit einem Text von Luis Rubistein, Instrumentalfassung von Osvaldo Fresedo aufgenommen)
- Casa de muñecas (Text von García Jiménez)
- Chelín (aufgenommen von Osvaldo Fresedo, auch unter dem Titel Aladino bekannt)
- El chinchorro (aufgenommen von Osvaldo Fresedo)
- La china linda (Text von Celedonio Flores)
- Mirtha
- Ofrenda (Text von Antonio Polito)
- Pobres violetas (Text von Antonio Polito)
- Olvídala (Text von Oscar Roma)
- Quimera juvenil (nach einem eigenen Text)